# 박달초등학교
박달초등학교(博達初等學校)는 대한민국 경기도 안양시 만안구에 있는 공립 초등학교이다.

## 학교 연혁
- 1982년 7월 21일 : 박달초등학교 설립인가
- 1983년 10월 15일 : 박달초등학교 개교
- 1983년 10월 15일 : 초대 안중모 교장 부임
- 1985년 3월 12일 : 병설유치원 개원(1학급)
- 1988년 2월 11일 : 제1회 졸업
- 2009년 9월 28일 : 도서관 개관
- 2010년 2월 22일 : 경기도안양과천교육지원청 부설 만안영재교육원 개관
- 2020년 9월 1일 : 제14대 황경태 교장 부임
- 2021년 1월 8일 : 제34회 졸업식(165명 졸업, 총12,358명 졸업)
- 2021년 3월 1일 : 35학급 편성(특수 1학급)
- 2022년 9월 1일 : 제15대 조양숙 교장 부임

## 참고 자료
- 박달초등학교 - 한국교육학술정보원 학교알리미